# 1955er System
Unter dem 1955er System (jap. 55年体制 Gojūgonen Taisei) ist eine 38-jährige Phase im japanischen Parteiensystem zu verstehen, die von einer Dominanz der Liberaldemokratischen Partei (自由民主党 Jiyū Minshutō) gegenüber einer verhältnismäßig kleinen Opposition geprägt war.

## Bedeutung
Mit der Gründung der Liberaldemokratischen Partei (LDP) im Jahr 1955, die seitdem – von Unterbrechungen 1993/94 und 2009 bis 2012 abgesehen – Regierungspartei war, entwickelte sich zugleich das sogenannte 1955er System, an dem die mit der Liberaldemokratischen Partei konkurrierende Sozialistische Partei Japans (日本社会党 Nihon Shakaitō), sowie später die Partei der sauberen Politik (Kōmeitō 公明党), Anteil hatten. Am Beispiel der großen Verbände, nämlich
1) der konservativen LDP,
2) der sozialdemokratischen Leitparteien Sozialistische Partei Japans (Nihon Shakaitō 社会民主党) von 1955, Demokratisch-Sozialistische Partei (Minshu Shakaitō 民主社会党) von 1960, Demokratische Partei (Minshutō 民主党) von 1996/98, Demokratische Fortschrittspartei (Minshintō 民進党) von 2016 einerseits sowie
3) der religiös orientierten Partei der sauberen Politik (Kōmeitō 公明党) von 1964, Saubere Regierung (Kōmei 公明), Neue Kōmeitō (Kōmei Shintō公明新党), Neue Fortschrittspartei (Shinshintō 新進党) von 1993/94 und schließlich wieder Kōmeitō von 1998,
zeigt sich die Entwicklung der Stützen dieser Parteienlandschaft. Sie umfasst die Etablierung des 1955er Systems, dessen Niedergang in den frühen 1990er Jahren und eine Konstante zweier bzw. dreier Parteien im Parlament. Das 1955er System zeichnete sich bis zum Jahr 1993 durch eine Konfrontation linker und rechter Ideologien sowie der Dominanz der LDP aus, die über die doppelte Abgeordnetenzahl gegenüber der Sozialistischen Partei verfügte.

## Geschichte

Zusammensetzung des Unterhauses vor der konservativen Fusion 1955

1945 trat die Liberale Partei Japans (Nihon Jiyūtō日本自由党) das Erbe der Gesellschaft der vor dem Zweiten Weltkrieg populären Verfassungsfreunde (Rikken Seiyūkai 立憲政友会) an. Doch die sinkenden Wahlerfolge der mittlerweile von Yoshida Shigeru geführten Jiyūtō, sowie eine Abspaltung der Partei unter ihrem früheren Vorsitzenden Hatoyama Ichirō mit Namen Demokratische Partei Japans (Nihon Minshutō 日本民主党), waren – angesichts der Erfolge der Sozialisten – ursächlich für die schlechte Position des konservativen Lagers. Hatoyama, zuvor vom Supreme Commander for the Allied Powers wegen der Regierungszugehörigkeit während des Zweiten Weltkrieges und seiner US-kritischen Haltung ab 1945 mit einem Mandatsverbot belegt, verband sich taktisch mit der Sozialistischen Partei Japans (Nihon Shakaitō 社会民主党), um die Regierung Yoshida mittels eines Misstrauensantrages zu stürzen. Damit war der Weg offen für eine politische Neuorientierung, der ‚Konservativen Fusion‘, die beide Parteien, die Liberale Partei und die Nihon Minshutō, zur Liberaldemokratischen Partei (Jiyū Minshutō 自由民主党Jiyū Minshutō), verschmolz.

Zusammensetzung des Unterhauses nach der konservativen Fusion 1958

Mit dem Start als Regierungspartei im Jahr 1955 ging der Erfolg der Liberaldemokratischen Partei (LDP) mit dem wirtschaftlichen Aufstieg Japans und der weltpolitischen Stellung des Landes einher. Trotz interner Konflikte und diverser Skandale gelang es der Liberaldemokratischen Partei, über Jahrzehnte stärkste Fraktion in beiden Parlamenten zu bleiben und den Ministerpräsidenten zu stellen. Den größten Wahlerfolg fuhr die Partei jedoch im Jahr 1986 ein, als 300 von 512 Abgeordneten im Unterhaus und 72 von 126 Abgeordneten im Oberhaus aus ihren Reihen stammten. Infolge eines Insiderhandel-Skandals verlor sie die Parlamentsmehrheiten, worauf nunmehr die bisherige Opposition die Regierung stellte. Eine Abspaltung der LDP führte zur Gründung der Neuen Partei Japans (Nihon Shintō 日本新党), die sich mit der Sozialistischen Partei Japans (Nihon Shakaitō 社会民主党), der Partei der Wiedergeburt (Shinseitō 新生党), der Partei der sauberen Politik (Kōmeitō 公明党), der Sozialdemokratischen Partei (Minshu Shakaitō民主社会党) und der Neuen Avantgarde-Partei (Shintō Sakigake 新党さきがけ), ebenfalls einer Partei von LDP-Aussteigern, verbündete. Die LDP konnte damit in beiden Parlamentskammern überstimmt werden. Hosokawa Morihiro aus der Neuen Partei Japans konnte folglich am 9. August 1993 als erster Nicht-LDP-Politiker Ministerpräsident werden. Damit fand das 1955er System sein Ende. Die LDP errang ihre Macht jedoch im Jahr 1996 wieder zurück.